# Vånsjöbro
Vånsjöbro är en by i östra delen av Härnevi socken i norra delen av Enköpings kommun, Uppland.
Byn består av enfamiljshus samt bondgårdar och är belägen vid länsväg C 558 där vägen passerar över Örsundaån. Gränsen till Torstuna socken går i åns mitt.
Mellan 1939 och 1976 fanns här företaget Vånsjöbro svets & smide som bland annat tillverkade sladdar.